# Iormungand
|  | Aquest article tracta sobre la serp de mar en la mitologia nòrdica, pel còmic japonès i sèrie de televisió vegeu Jormungand (manga). |

En la mitologia escandinava Iormungand (en nòrdic antic: Jǫrmungandr, en islandès: Jörmungandur) és el drac en forma de serp fill del déu Loki i la guge (geganta) Angrboda. És tan gran que pot donar la volta a tot Midgard pel fons del gran Oceà Exterior fins a mossegar-se la cua (constituint així un uròbor), i d'aquí ve que també se li digui Serp de Midgard.
Quan va néixer,  Odin va enviar els déus a cercar els tres fills d'en Loki i l'Angrboda i va llançar Iormungand a la mar on va créixer tant, que va acabar donant tota la volta a l'orbe conegut descansant sobre el fons del gran Oceà Exterior. En el Ragnaroc el drac Iormungand lluitarà al costat de Loki i els seus però morirà durant la batalla final a mans del déu Tor, el qual només podrà allunyar-se nou passes del cadàver del drac serpentiforme abans de caure mort, enverinat pel baf verinós de l'alè del drac.

## Estudis
L'expedició de pesca de Tor per acabar amb Iormungand s'ha considerat com una de les semblances entre ell i el déu hindú Indra, que en la mitologia vèdica mata el drac Vritra, i també s'ha relacionat amb un motiu baltoeslau del déu de la tempesta, lluitant contra una serp. Una anàlisi alternativa de l'episodi de Preben Meulengracht Sørensen és que va ser una indiscreció juvenil per part de Tor, reexplicada per emfatitzar l'ordre i l'equilibri del cosmos, en el qual Iormungand va tenir un paper vital. John Lindow fa un paral·lelisme entre la mossegada de la seva pròpia cua de Iormungand i l'enllaç de Fènrir, com a part d'un tema recurrent del monstre lligat a la mitologia nòrdica, on un enemic dels déus està lligat però destinat a alliberar-se a Ragnaroc.